# Kikutarō Baba
Kikutarō Baba (馬場 菊太郎?, Baba Kikutarō; Prefettura di Fukuoka, 11 luglio 1905 – 30 novembre 2001) è stato uno zoologo giapponese, specializzato in malacologia.
Le sue ricerche su lumache marine, con oltre cento nuove specie di molluschi gasteropodi eterobranchi da lui classificati, lo hanno reso uno dei principali ricercatori del suo paese. Autore di alcune pubblicazioni scientifiche a tema, è stato inoltre docente universitario ad Osaka (ora università Kyoiku di Osaka) e nel 1976 è stato insignito dell'Ordine del Sol Levante.
Come riconoscimento al suo apporto alla malacologia gli sono stati dedicati alcuni taxa:
Generi:
- Babaina Odhner, 1968
- Babakina Roller, 1973
- Babiella Risso-Dominguez, 1964

Specie:
- Linguella babai Tchang-Si, 1934
- Marionopsis babai Odhner, 1936
- Elysia babai Pruvot-Fol, 1945
- Okenia babai Hamatani, 1961
- Tamanovalva babai Burn, 1965
- Flabellina babai Schmekel, 1970
- Cyerce kikutarobabai Hamatani, 1976
- Chelidonura babai Gosliner, 1988
- Phyllidia babai Brunckhorst 1993
- Hypselodoris babai Gosliner & Behrens 2000
- Philine babai Valdés, 2008

| Baba è l'abbreviazione standard utilizzata per le specie animali descritte da Kikutarō Baba. Categoria:Taxa classificati da Kikutarō Baba |